# 鲁奥河
鲁奥河，非洲河流，希雷河最大的支流，主要流经马拉维南部和莫桑比克。

## 干流走向
鲁奥河发源于马拉维姆兰杰县东部姆兰杰山自然保护区的姆兰杰山山坡，向南流向姆兰杰镇，然后转向西南，在奇罗莫汇入希雷河。

## 流域面积
鲁奥河流域面积约为4,900平方千米，其中马拉维境内为3,500平方千米，流经希雷高地东南部。鲁奥河流域还形成了鲁奥河谷地，海拔约为600至1,100公尺，地表起伏平缓，气候凉爽，土壤多为红壤，并盛产烟叶、花生、玉米等作物。

## 洪水
周期性的汛期常常导致洪水。雨季鲁奥河水位上涨时，由于泄洪能力不足，与希雷河汇合处附近非常容易发生洪水。鲁奥河引发的洪水蔓延到洪泛区，使汇合处的水位上升，从而导致希雷河回流入上游的沼泽。
鲁奥河曾于1950年代及2001年两次发洪水，洪水淹没了大象沼泽，造成十分严重的水灾。2015年1月，鲁奥河也曾决堤泛滥，鲁奥河与希雷河交汇处附近的铁路被破坏。

## 水电开发
1934年，由英国资本公司PGI运营的鲁奥发电站安装第一台涡轮机，为附近的鲁杰里茶园（Lujeri Tea Estates）和居民供电。1946年和1957年，又增加安装两台涡轮机。1957年，鲁杰里电厂又投入使用一台发电机组。2020年，鲁奥恩迪扎电厂投入使用，设计年均发电量为22.3吉瓦时，为径流式水电站，由姆兰杰可再生能源公司（MRE）承建，安装三台水平佩尔顿涡轮机，其中一台 3.4兆瓦涡轮机利用恩迪扎河的水流，两台3.3兆瓦涡轮机利用鲁奥河的水流。